# Synagoge (Wenkheim)

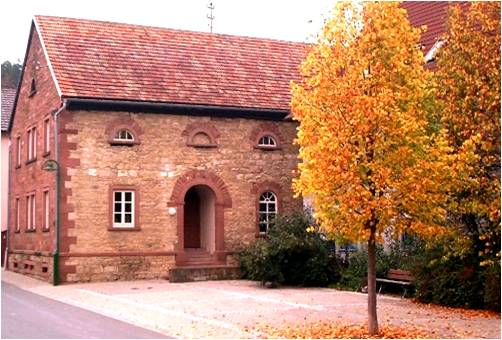
Die Synagoge in Wenkheim (2013)

Die Synagoge in Wenkheim, einem Ortsteil von Werbach im Main-Tauber-Kreis, wurde 1841 errichtet.

## Geschichte

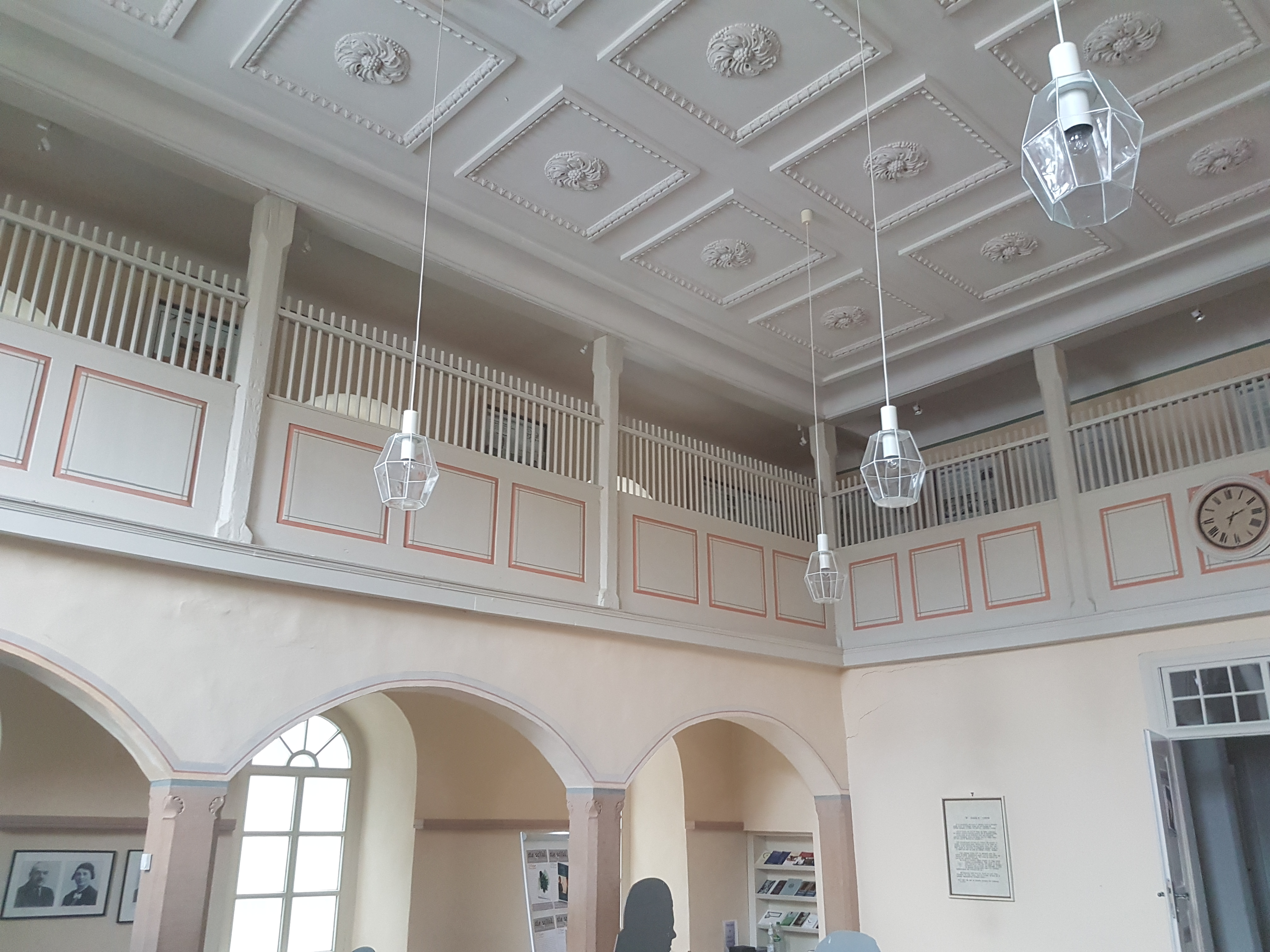
Empore und Deckenverzierung der Synagoge

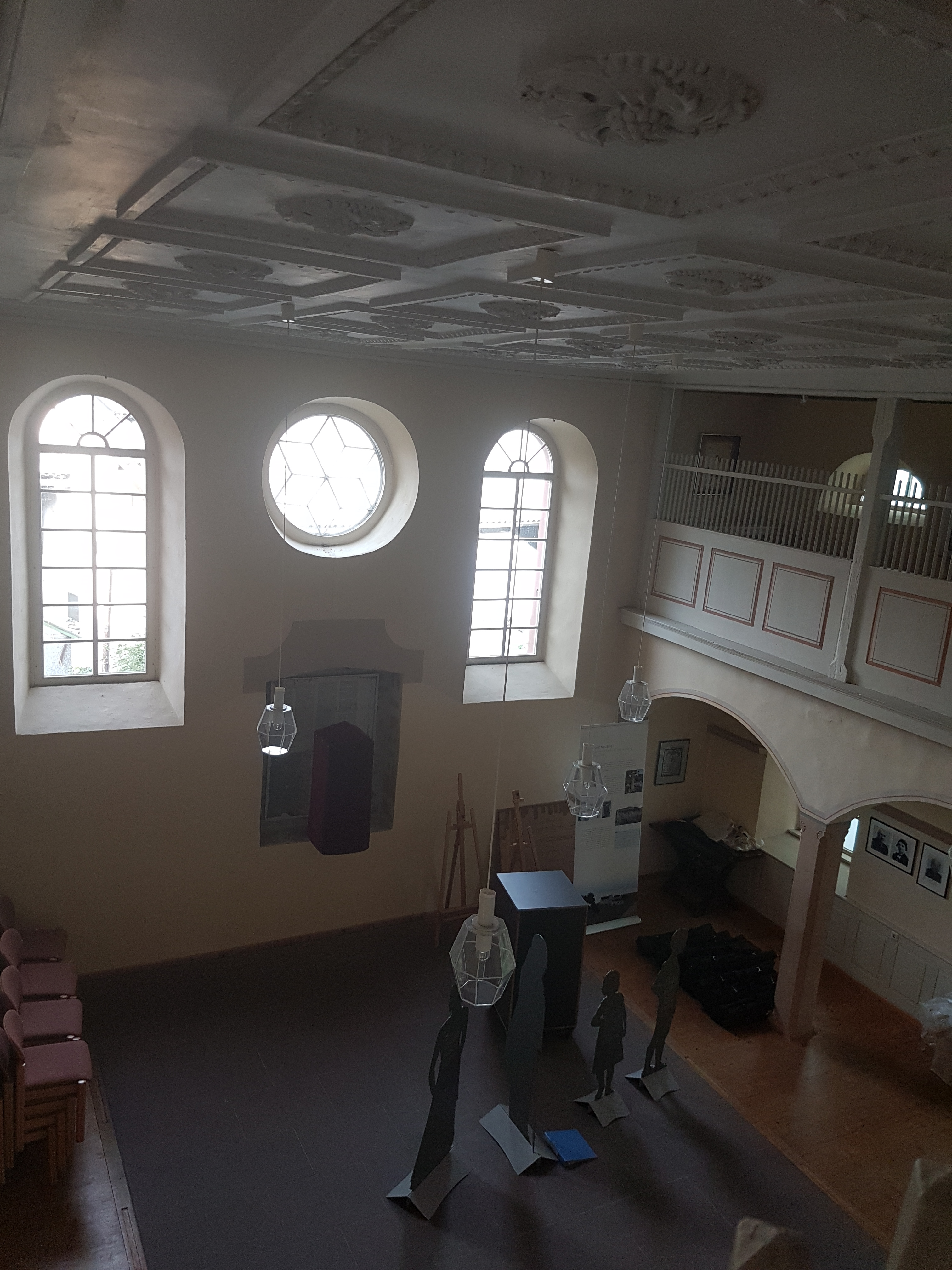
Innenraum mit der Thorarolle, eine Leihgabe aus Freudenberg

### Ursprünge der Synagoge
Die einzige nahezu vollständig erhaltene Synagoge des Main-Tauber-Kreises befindet sich in Wenkheim. Sie wurde 1841 erbaut und war der Mittelpunkt einer aktiven jüdischen Gemeinde, die um 1875 fast ein Fünftel der Dorfbevölkerung stellte. Am 9. November 1938 wurden ihre Inneneinrichtung und die Kultgegenstände durch Deutsche demoliert; das Gebäude selbst mit seinem auch architekturgeschichtlich bedeutsamen Betsaal blieb jedoch erhalten. Im Zusammenhang mit dem Landesamt für Denkmalpflege Baden-Württemberg haben sich der Main-Tauber-Kreis, die Gemeinde Werbach und der Verein zur Erforschung jüdischer Geschichte und Pflege jüdischer Denkmäler im tauberfränkischen Raum die Restaurierung dieser Synagoge zur Aufgabe gemacht.
Der Eingang zum Synagogengebäude wird durch den Psalm 118 Vers 20 Dies ist das Tor zum Herrn, nur Gerechte treten hier ein geschmückt. Im vorderen Bereich des Gebäudes zur Straße hin befand sich die Wohnung des Rabbiners, im hinteren der Betsaal mit Thoraschrein und Bima, wovon heute allerdings nur noch die Nische des Thoraschreins sichtbar ist. Besonders beeindruckend sind die Stuckkassettendecke, der Arkadengang und die vergitterte Frauenempore. Bekanntlich weisen Synagogen eine Zweiteilung auf: in Wenkheim war der untere Bereich für Männer, die vergitterte Empore für die Frauen. Die Mikwe ist in den Kellerräumen untergebracht.

### Die Synagoge während der Zeit des Nationalsozialismus
Das endgültige Ende der Synagoge als Ort der jüdischen Gottesdienstfeiern kam durch die Verwüstung im November 1938. Das Gebäude selbst wurde zwar aus Rücksicht auf die dichte Bebauung in der unmittelbaren Umgebung nicht in Brand gesteckt, jedoch wurde am 10. November die Inneneinrichtung und die Kultgegenstände vollständig zerstört. Die wertvollen Leuchter aus Edelmetall wurden von SA-Trupps aus Tauberbischofsheim gestohlen und vermutlich eingeschmolzen. Auch die jüdischen Privathäuser plünderten die Nazis. Im Anschluss daran beschlagnahmte der Ortsgruppenleiter die Synagoge und stellte sie der Hitlerjugend für die Abhaltung ihrer Gruppenabende zur Verfügung. Während des Krieges diente das Gebäude als Kriegsgefangenenlager für belgische Soldaten. Nach dem Krieg wurden in den Gebetsraum Zwischenwände eingezogen und die Räume als Übergangswohnung für Flüchtlinge aus den Ostgebieten benutzt.

### Die Synagoge heute
Im Jahr 1980 entdeckte Johannes Ghiraldin, der heutige Vorsitzende des „Vereins zur Erforschung jüdischer Geschichte und Pflege jüdischer Denkmäler im tauberfränkischen Raum“, das inzwischen leerstehende Gebäude und gründete den genannten Förderverein, auf dessen Initiative hin die Innenräume der Synagoge wiederhergestellt werden konnten. Vor allem der Gebetssaal konnte in seiner ursprünglichen Gestalt bewahrt werden. Nach dem Abschluss der Renovierungsarbeiten im Jahr 1992 wurde das Gebäude angesichts seiner religiösen und geschichtlichen Bedeutung einer neuen Nutzung zugeführt.
Die katholische Kirchengemeinde nutzt den Gebetsraum als Gemeindesaal. Für Vereine stehen die Räume der Synagoge ebenso zur Verfügung wie auch für schulische Unterrichtsveranstaltungen. Die Wenkheimer Synagoge wurde auf diese Weise zu einem Dokumentationszentrum jüdischer Kultur im Main-Tauber-Kreis. Die Wiederherstellung der ehemaligen Wenkheimer Synagoge ist so zu einem Dokument der Bemühung geworden, sich den Fragen des christlich-jüdischen Verhältnisses zu stellen und den Besucher zur Besinnung aufzurufen. Zu kultischen Zwecken wird die Synagoge heute nicht mehr genutzt.

## Mikwe

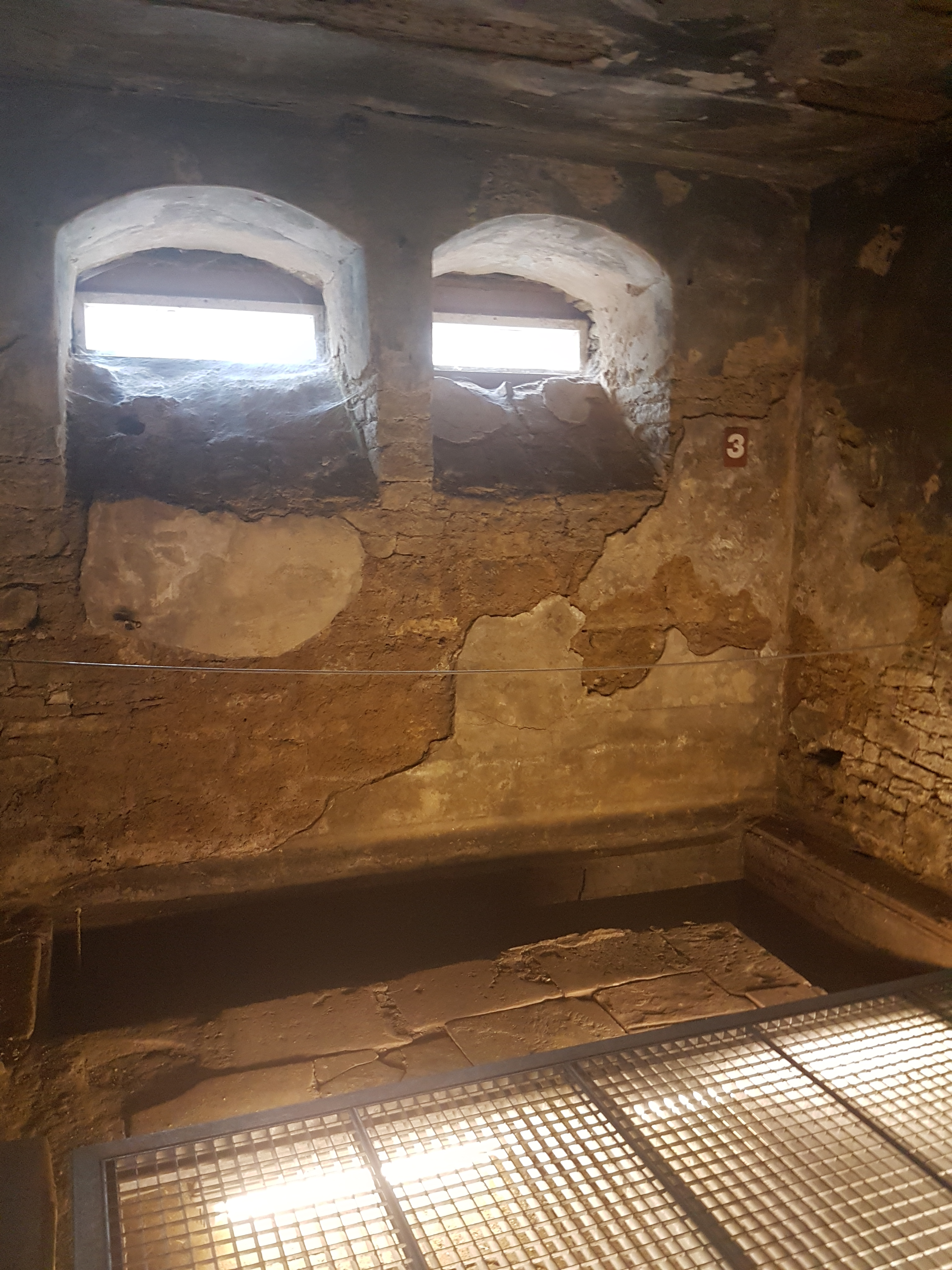
Die Mikwe in Wenkheim

Die Mikwe in Wenkheim diente als Ritualbad, ursprünglich für Frauen und Männer. Der Sinn und Zweck einer Mikwe besteht darin, den Menschen beziehungsweise auch einen Gegenstand im kultischen Sinne zu reinigen. Der einzige Weg, wie eine Person wieder rituell „rein“ werden konnte, war das vollständige Untertauchen in einem Bad, einer Mikwe, was wörtlich „Sammlung des Wassers“ bedeutet. Im Laufe der Zeit reduzierten sich die Besuche in der Mikwe auf die Frauen vor der Hochzeitsnacht, nach einer Geburt und nach der Menstruation, wobei das Eintauchen in die Mikwe vor der Hochzeitsnacht heute noch weithin üblich ist. Das Ritualbad wurde durch Grundwasser gespeist, womit es den rituellen Vorschriften entsprach, die geschöpftes Wasser verboten.

## Denkmalschutz
Die ehemalige Synagoge in der Breiten Straße 7 steht unter Denkmalschutz. Es handelt sich um einen Massivbau mit rundbogigem Portal mit Windfang und hebräischer Inschrift. Geschnitztes Türblatt, 1841 bezeichnet.